# Claudio Grisancich
Claudio Grisancich (Trieste, 9 dicembre 1939) è un poeta, saggista e sceneggiatore italiano.

## Biografia
Claudio Grisancich nasce a Trieste alla vigilia della guerra in un quartiere della città che immortalerà in uno dei suoi libri di maggior successo 
e frequenta da giovanissimo il "salotto" Pittoni, uno degli ambienti più ricchi di stimoli della cultura triestina, dove conosce Virgilio Giotti e Giani Stuparich. Qui ha la possibilità di leggere le sue prime poesie, alcune delle quali confluiranno nella silloge di poesia in dialetto Noi vegnaremo del 1966. All'Università di Trieste, dove si laurea con una tesi su Renzo Rosso, conosce Roberto Damiani, docente e critico letterario, insieme al quale firmerà nel 1975 l'antologia La poesia in dialetto a Trieste. Con Damiani collaborerà presso la sede RAI di Trieste alla stesura di numerose riduzioni radiofoniche di  importanti opere della letteratura. 
Mentre va confermandosi la sua vocazione di poeta in dialetto, si cimenta anche nella poesia in lingua, nella prosa e nella scrittura teatrale, nella stesura di monologhi drammatici in lingua. 
Nel 2000 il Comune di Trieste lo ha onorato con il Sigillo trecentesco della città, nel 2011, con il volume di poesia Conchiglie vince il premio nazionale di poesia intitolato a Biagio Marin, e nel 2012 il Premio nazionale di poesia dialettale "Giovanni Pascoli". Poesie di Claudio Grisancich sono state tradotte in inglese da Philip Morre e in sloveno da Marko Kravos.

## Opere

### Poesia in dialetto
- Noi vegnaremo, 1966
- Dona de pugnai, 1972
- Crature del pianzer, crature del rider, 1989
- Bora zeleste, 2000
- Scarpe zale e altre cose, 2000
- Poesie, antologia 1957-2002, 2003
- Inventario, Trieste, 2004
- Conchiglie: sessant'anni di poesia in dialetto 1951-2011, a cura di Walter Chiereghin e con prefazione di Rienzo Pellegrini, 2011
- Album, 2013
- Café de moka e dediche, 2015
- Storie de Fausta, 2018

### Poesia in lingua
- Figure, 1995
- 99 Haiku metropolitani, 2013
- Les italiennes, 2018

### Testi teatrali rappresentati
- A casa tra un poco - Febbraio 1902, lo sciopero dei fuochisti (scritto insieme a Roberto Damiani), 1976
- Alida Valli che nel Quaranta iera putela, 1997
- Sospesa fra i suoi due cuori, 2002
- Anna e il signor Dora, 2002
- Un baseto de cuor, 2004

### Testi in italiano
- L'anima è tenebra - Monologhi, 2018
- Franza Kafka ovvero:, 2023, introduzione e illustrazioni di Francesco Carbone, postfazione di Lura Ricci